# Polícia Civil do Estado de Rondônia
A Polícia Civil do Estado de Rondônia é uma das polícias de Rondônia, Brasil, órgão do sistema de segurança pública ao qual compete, nos termos do artigo 144, § 4º, da Constituição Federal e ressalvada competência específica da União, as funções de polícia judiciária e de apuração das infrações penais, exceto as de natureza militar.

## Histórico
Com a criação do Território Federal do Guaporé em 13 de setembro de 1943, a Chefia de Segurança Pública passou a ser atribuição da Secretaria Geral do governo do novo território, nos termos do Decreto nº 2, de 25 de fevereiro de 1944.
Através do Decreto nº 3, do mesmo ano, o Governador Aloísio Ferreira, criou os cargos de Delegado Auxiliar, Delegado de Polícia, Subdelegado de Polícia e Escrivão, padronizando a nova Polícia Civil de acordo com as suas congêneres brasileiras.
A Divisão de Segurança e Guarda (DSG), organizada no ano seguinte, complementava a estrutura policial para as questões da polícia ostensiva, destinada a velar pela ordem pública.
Em 1969, é instituída a Secretaria de Segurança Pública, como órgão integrante do governo do Território Federal, cuja denominação foi alterada para Rondônia a partir da Lei nº 2.731, de 17 de fevereiro de 1956.
A Lei Complementar Federal nº 41, de 22 de dezembro de 1981, criou o Estado de Rondônia, reorganizando-se, em conseqüência,  a Polícia Civil através do Estatuto disciplinado pela Lei Complementar Estadual nº 15, de 14 de outubro de 1986.
Tornando-se a Polícia Civil instituição constitucional a partir da Constituição Federal de 1988, a Lei Complementar nº 76, de 1993, adapta o Estatuto policial aos novos princípios institucionais.
A Reforma Administrativa de 2000, prevê a Secretaria de Estado da Segurança, Defesa e Cidadania, a qual se liga administrativamente a Polícia Civil e demais órgãos da segurança pública estadual.

## Planos de carreira

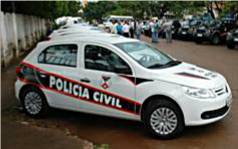
Viatura policial

| Delegado de Polícia | Agente de Polícia | Perito Papiloscopista | Escrivão de Polícia |
| ------------------- | ----------------- | --------------------- | ------------------- |
| Substituto          | -                 | -                     | -                   |
| 1ª Classe           | 1ª Classe         | 1ª Classe             | 1ª Classe           |
| 2ª Classe           | 2ª Classe         | 2ª Classe             | 2ª Classe           |
| 3ª Classe           | 3ª Classe         | 3ª Classe             | 3ª Classe           |
| Classe Especial     | Classe Especial   | Classe Especial       | Classe Especial     |

## Organização policial

### Estrutura administrativa
- Delegado Geral de Polícia Civil - DGPC
  - Conselho Superior de Polícia Civil - CONSUPOL
  - Assessorias
  - Diretoria Executiva
  - Departamento de Estratégia e Inteligência - DEI
  - Departamento de Polícia Especializada - DPE
  - Departamento de Polícia Metropolitana - DEPOM
  - Departamento de Polícia do Interior - DPI
    - Delegacia Regional de São Miguel do Guaporé
    - Delegacia Regional de Vilhena
    - Delegacia Regional de Cacoal
    - Delegacia Regional de Rolim de Moura
    - Delegacia Regional de Ji-paraná
    - Delegacia Regional de Jaru
    - Delegacia Regional de Ariquemes
    - Delegacia Regional de Guajará-Mirim

  - Departamento de Narcóticos - DENARC
  - Departamento de Informática e Telecomunicações - DINTEL
  - Departamento de Transportes - DETRANSP
  - Corregedoria Geral de Polícia Civil - CORREGEPOL
  - Academia de Polícia - ACADEPOL
  - Gerência de Administração e Finanças - GAF[5]

### Delegacia de polícia
A Polícia Civil do Estado de Rondônia, dirigida pelo Delegado Geral da Polícia Civil, desenvolve os serviços públicos da sua competência, basicamente, através das delegacias polícia. As delegacias distribuídas pelo território estadual, são, nas suas circunscrições, o centro das investigações e dos demais atos de polícia judiciária e pontos de atendimento e proteção à população. A Polícia Civil tem 29 delegacias na Capital e 38 no Interior do Estado.

### Investigação especializada
Em apoio as delegacias distritais, surgiram as delegacias especializadas decorrentes do desenvolvimento da atividade criminosa que também se especializou, organizou-se em quadrilhas e estendeu as suas ações por largas faixas territoriais. As principais delegacias especializadas reprimem o tráfico de entorpecentes, o roubo e o furto, inclusive de automóveis, as fraudes ou defraudações, sendo certa a inclusão das delegacias de homicídios dentre essas unidades pela importância do bem jurídico protegido que é a vida humana.O Estado conta com as seguintes especializadas:
Delegacia de Defesa da Mulher e da Família - DEAM
Delegacia Especializada de Repressão aos Crimes Contra a Ordem Tributária - DERCCOT
Delegacia Especializada de Jogos e Diversões
Delegacia de Polícia Interestadual  - POLINTER
Delegacia Especializada em Delitos de Trânsito
Delegacia Especializada em Narcóticos
Delegacia Especializada de Repressão aos Furtos e Roubos de Veículos Automotores
Delegacia Especializada em Repressão aos Crimes Contra a Vida
Delegacia Especializada em Repressão a Furtos, Roubos, Extorsões, Sequestro, Estelionatos e Outras Fraudes
Delegacia Especializada em Crimes Contra o Meio Ambiente
Delegacia Especializada de Proteção à Criança e ao Adolescente

### Operações especiais
Existe uma unidade especializada de apoio operacional para pronto emprego nas situações em que as demais unidades policiais necessitem de reforços durante diligências ou prisões de marginais, principalmente, em áreas de criminalidade violenta. Essa unidade de operações especiais, o GOTE - Grupo de Operações Táticas Especiais, pelo preparo profissional para as situações de risco e a presença permanente na linha de frente dos confrontos com a criminalidade, tende a desenvolver um forte compromisso institucional e grande devotamento à causa da sociedade. 

### Constatação científica
As perícias  médico-legal integram as atividades da polícia judiciária por força do perfeito entrosamento que deve haver entre o investigador policial e o perito para a elucidação dos crimes. No Estado de Rondônia o segmento técnico-científico é representado por dois órgãos internos à polícia civil de Rondônia
Instituto de Identificação Civil e Criminal - IICC
Instituto Médico-Legal - IML
As perícias criminais são realizadas pela Politec - Polícia Técnico-Científica, que desmembrou-se da Polícia Civil em 2015, transformando-se em uma superintendência. 

## Outras instituições
- Polícia Federal
- Polícia Rodoviária Federal
- Polícia Militar do Estado de Rondônia